# حكومة سليمان النابلسي
حكومة سليمان النابلسي هي الحكومة السابعة والثلاثون من حكومات المملكة الأردنية الهاشمية وكانت حكومة حزبية ترأسها سليمان النابلسي على أساس ائتلافي، إذ ضمت ستة من أعضاء الحزب الوطني الاشتراكي، وثلاثة مستقلين، ووزيرا عن حزب البعث العربي الاشتراكي، ووزيرا عن الشيوعيين، باسم (الجبهة الوطنية). تشكلت الحكومة بتاريخ 29 تشرين الأول 1956م واستمرت حتى 10 أبريل 1957.

## تشكيل الحكومة

### اعضاء الحكومة
| #  |  | الاسم             | المنصب                         | الحزب                   |
| -- |  | ----------------- | ------------------------------ | ----------------------- |
| 1  |  | سليمان النابلسي   | رئيس الوزراء ووزيرا للخارجية   | الوطني الاشتراكي        |
| 2  |  | عبد الحليم النمر  | وزير للداخلية والدفاع          | الوطني الاشتراكي        |
| 3  |  | عبد الله الريماوي | وزير دولة للشؤون الخارجية      | البعث العربي الاشتراكي  |
| 4  |  | أنور الخطيب       | وزير الاشغال العامة            | الوطني الاشتراكي        |
| 5  |  | شفيق ارشيدات      | وزير العدلية والتربية والتعليم | الوطني الاشتراكي        |
| 6  |  | نعيم عبد الهادي   | وزير الاقتصاد الوطني           | الوطني الاشتراكي        |
| 7  |  | سمعان داود        | وزير الإنشاء والتعمير          | مستقل                   |
| 8  |  | صالح المجالي      | وزير المواصلات                 | مستقل                   |
| 9  |  | صلاح طوقان        | وزير المالية                   | مستقل                   |
| 10 |  | صالح المعشر       | وزير الصحة والشؤون الاجتماعية  | الوطني الاشتراكي        |
| 11 |  | عبد القادر الصالح | وزير الزراعة                   | الشيوعي- الجبهة الوطنية |

## احداث خلال حكومته
خلال الفترة التي شكلت عمر هذه الحكومة البرلمانية والتي تقارب 6 أشهر، شهدت المنطقة والأردن أحداثًا وتغيراتٍ سياسية مهمة، بدءًا من العدوان الثلاثي على مصر، مرورًا بإنهاء المعاهدة الأردنية – البريطانية، وصولًا إلى مشروع آيزنهاور الذي طرحته الولايات المتحدة تحت ما يسمى بسياسة «ملء الفراغ» الناجم عن انسحاب بريطانيا من المنطقة.
وفي موازاة فترة المفاوضات على إنهاء المعاهدة الأردنية البريطانية، كان الصراع السياسي الدستوري بين القصر والحكومة يتفاقم شيئًا فشيئًا. إذ ساهم مبدأ أيزنهاور، الذي رفع شعار «محاربة الشيوعية»، في زيادة حدة الخلاف بين الحكومة والقصر. ورافق ذلك توجه الحكومة نحو فتح علاقات مع الاتحاد السوفياتي. إذ يشير السفير البريطاني في تقرير رفعه إلى الحكومة البريطانية، كما هو مذكور في كتاب «الأردن في الوثائق السرية البريطانية» لماهر عثمان، إلى أن «الأزمة الحالية سببها التنافس بين الملك والحكومة على الاستحواذ على العربة القومية، وكذلك الخلاف بينهما على الموقف الذي يجب أن يتخذه الأردن تجاه نظرية آيزنهاور».

## استقالة الحكومة
في جلسة مجلس الوزراء في 9 نيسان 1957 أصدرت الحكومة مجموعة من القرارات، منها إحالة عدد من كبار موظفي الدولة -الموالين للقصر- إلى التقاعد، منهم مدير الأمن العام اللواء بهجت طبارة، وتعين اللواء محمد المعايطة مدير جديد للأمن العام، وإجراء تنقلات وتعديلات في الجهاز الحكومي. اعترض القصر على تلك الإجراءات، وعلى إثر ذلك، أبلغ الملك في اليوم التالي الحكومة بقرار إقالتها. وتحرك الملك الحسين لتشكيل حكومة جديدة تخلف حكومة النابلسي، فطلب من حسين الخالدي أن يشكّل الحكومة، لكنه أخفق في تشكيل حكومة مقبولة لكل من الملك والأحزاب السياسية. ثم كلّف الملك عبد الحليم النمر، نائب النابلسي في رئاسة الحزب الوطني الاشتراكي، لكنه أخفق في ذلك أيضًا، بعد أن اشترط حزبه أن تضم الحكومة الجديدة كل من عبد الله الريماوي وشفيق ارشيدات، اللذين كانا وزيرين في الحكومة السابقة، ولم يوافق الملك على ذلك. وبعد أن أخفق أيضًا سعيد المفتي في تشكيل حكومة جديدة، اتفق الملك مع الأحزاب في 15 نيسان على أن يشكّل حسين الخالدي حكومة حكومة يكون سليمان النابلسي وزير خارجيتها.

### ما بعد الاستقالة
- مناورة عملية هاشم وفرض الأحكام العرفية.
- حكومة إبراهيم هاشم الخامسة

## روابط خارجية
- إجهاض الديمقراطية الأردنية: ستون عامًا على إقالة حكومة سليمان النابلسي